# LEAVE ME ALONE (TWINZERの曲)
「LEAVE ME ALONE」（リーブ・ミー・アローン）は、生沢佑一のプロジェクトTWINZERの楽曲。1992年8月12日に同プロジェクト初のシングルとして発売された。

## 内容
TUBEの春畑道哉がサウンドプロデュース及び楽曲提供をした楽曲。テレビ朝日系『法医学教室の事件ファイル』主題歌。カップリングの「SUMMER DAYS」は大塚製薬「ファイブ・ミニ」CMソングで、後に、同CMソングで、次期シングル「OH SHINY DAYS」にて、大幅に歌詞を変えることになる。

## 収録曲
1. LEAVE ME ALONE
作詞:亜伊林（三浦徳子） 作曲・編曲:春畑道哉
2. SUMMER DAYS
作詞:小田佳奈子 作曲:織田哲郎 編曲:TWINZER

## 参加ミュージシャン
- 生沢佑一 - アコースティックギター、コーラス

- 勝田かず樹(DIMENSION) - サックス
- 織田哲郎 - コーラス